# Иван Кривец
Иван „Вања” Кривец (Српски Милетић, 22. јул 1946) српски је новинар и телевизијски водитељ. Био је на месту главног и одговорног уредника Трећег канала ТВ Београд од 1990. до 1991. кад је смењен након Деветомартовских демонстрација.

## Биографија
Рођен је 22. јула 1946. у Српском Милетићу. Школовао се на Филозофском факултету Универзитета у Београду у групи за социологију.
Радио је на Радио-Телевизији Београд као водитељ Дневника 2. У децембру 1974. био је први који се обратио гледаоцима у поподневном термину Дневника.
Од априла 1990. до марта 1991. био је на месту главног и одговорног уредника 3К, трећег канала РТБ. Дао је оставку након Деветомартовских демонстрација, где је његова смена због кршења предизборне тишине током председничких избора у децембру 1990. била један од захтева демонстраната.
Након 1991. креће да се бави туризмом. Водио је туристичку емисију Путна торба на ТВ Палми. Написао је неколико књига на тему туризма — Блага Србије (2000), Блага света (2006), Блага Војводине (2009) и Уздуж и попреко (2013). Власник је и директор туристичке агенције Ексклузив турс, и бави се развојем еко и етно туризма у Србији. Од 24. до 26. јуна 2011. организовао је Етно фестивал у Зекином салашу у Крчедину.
Добитник је Плакете града Београда.